# سیارک ۴۷۱۴
سیارک ۴۷۱۴ (به انگلیسی: 4714 Toyohiro، نامگذاری:1989SH) چهار هزار و هفتصد و چهاردهمین سیارک کشف شده‌است که در ۲۹ سپتامبر ۱۹۸۹ کشف شد.
قدر مطلق سیارک برابر ۱۱٫۳۰ است.